# Do-Dodonpa
Do-Dodonpa (jap. ド･ドドンパ Do-Dodonpa) (do 2017 roku Dodonpa (jap. ドドンパ)) – działająca od 2001 do 2021 roku stalowa kolejka górska typu launch coaster wybudowana przez S&S Worldwide w parku Fuji-Q Highland w Japonii. Do-Dodonpa była kolejką górską o największym przyspieszeniu na świecie – napęd na sprężone powietrze przyspieszał pociągi do prędkości 180 km/h w ciągu 1,56 s (3,26 g).

## Historia
Kolejka została otwarta w 2001 roku pod nazwą Dodonpa.

### Przebudowa
Od 2 października 2016 roku do lipca 2017 roku kolejka przeszła poważny remont.  W wyniku remontu zwiększyła się zarówno prędkość, jak i długość kolejki, oraz dodana została inwersja – pionowa pętla. Roller coaster został ponownie otwarty dla gości parku w dniu 9 lipca 2017 pod nową nazwą Do-Dodonpa.
W pierwotnej wersji kolejka posiadała w miejscu pionowej pętli strome wzniesienie o wysokości 52 m (ang. top hat). Tor kolejki był krótszy (1189 m), a prędkość maksymalna niższa (172 km/h).

### Problemy i likwidacja
W okresie od grudnia 2020 roku do sierpnia 2021 roku zaczęły pojawiać się zgłoszenia problemów zdrowotnych doświadczanych przez gości parku po przejeździe kolejką. Czworo gości doznało poważnych urazów kręgosłupa. Lokalne władze wszczęły śledztwo mające na celu ustalenie czy urazy te miały rzeczywiście związek z przejazdem roller coasterem. Jednocześnie park zdecydował się zawiesić działanie kolejki do wyjaśnienia sytuacji.
Zakończona w marcu 2022 roku pierwsza część śledztwa (prowadzona przez Customer Safety Management Investigation Committee) nie wykazała zaniedbań ze strony parku.

13 marca 2024 roku, po długich konsultacjach z producentem urządzenia, park ogłosił ostateczne zamknięcie roller coastera.

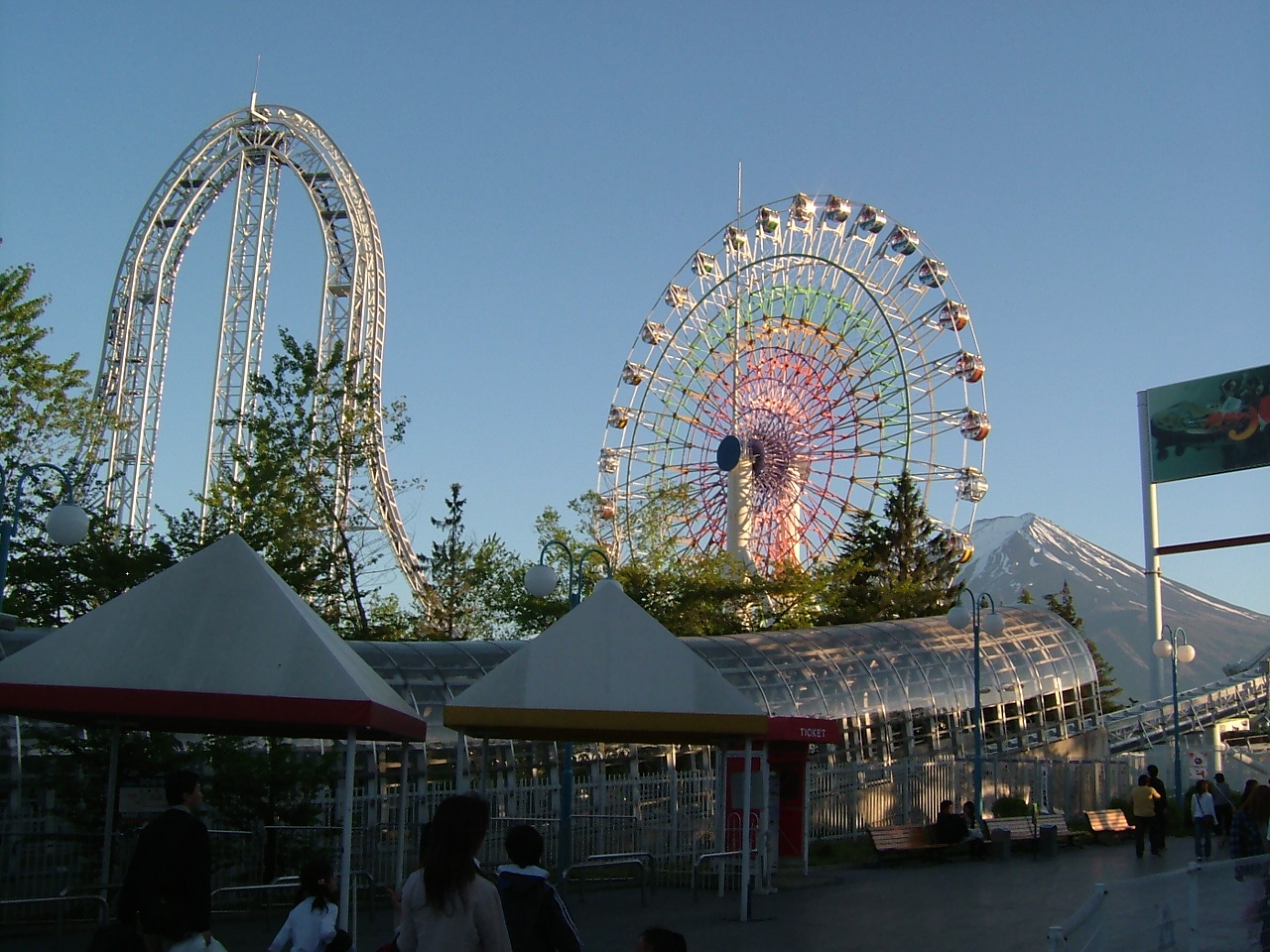
Przed przebudową - top hat.
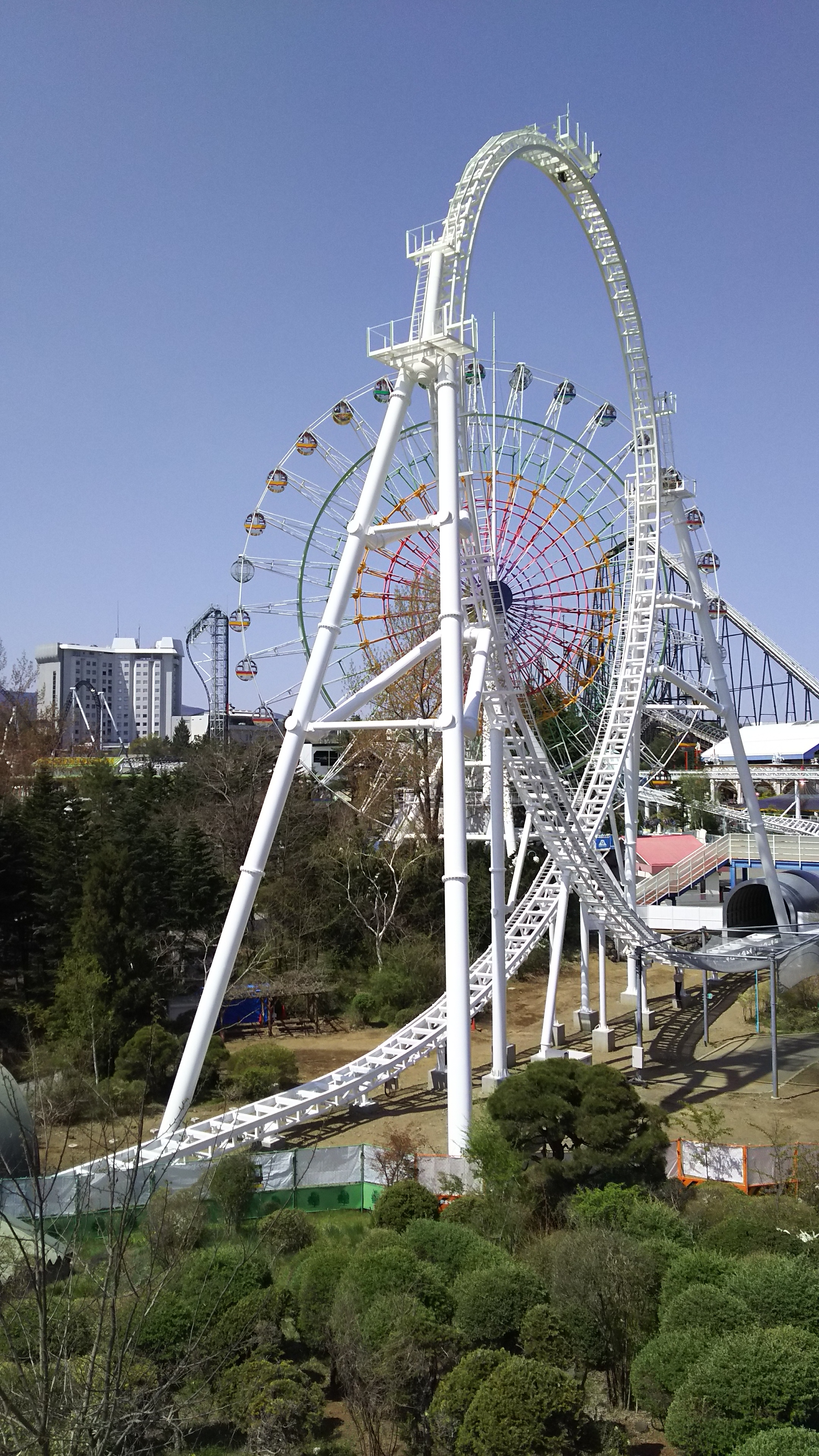
Po przebudowie - pionowa pętla.

## Opis przejazdu
Pociąg opuszcza stację, wykonuje lekki skręt w prawo i ustawia się na umieszczonej w tunelu sekcji startowej, gdzie zostaje przyspieszony do maksymalnej prędkości 180 km/h. Następnie pokonuje długi zakręt w prawo o 180°, tunel, po czym pokonuje pionową pętlę o wysokości 49 metrów. Za wzniesieniem przejeżdża przez kolejny tunel, wykonuje skręt w lewo i zostaje wyhamowany, po czym wraca na stację.